# Gerhard Hohloch
Gerhard Hohloch (* 31. Juli 1944 in Reutlingen) ist ein deutscher Rechtswissenschaftler und Hochschullehrer.

## Leben
Er studierte Rechtswissenschaften an den Universitäten von Heidelberg, Hamburg und Freiburg im Breisgau. Nach der Promotion 1974 und Habilitation 1980 in Freiburg lehrte er von 1982 bis 1995 als Professor in Bochum und von 1995 bis 2012 als Professor für Bürgerliches Recht, Internationales Privatrecht und Rechtsvergleichung sowie Direktor des Instituts für ausländisches und internationales Privatrecht an der Albert-Ludwigs-Universität Freiburg.

## Schriften (Auswahl)
- Die negatorischen Ansprüche und ihre Beziehungen zum Schadensersatzrecht. Frankfurt am Main 1976, ISBN 3-7875-0179-7.
- Das Deliktsstatut. Grundlagen und Grundlinien des internationalen Deliktsrechts. Frankfurt am Main 1984, ISBN 3-7875-0206-8.
- Entschädigungsfonds auf dem Gebiet des Umwelthaftungsrechts. Rechtsvergleichende Untersuchung zur Frage der Einsatzfähigkeit einer „Fondslösung“. Abschlussbericht zum Forschungsvorhaben: „Rechtsfragen im Zusammenhang mit Überlegungen zur Schaffung eines Entschädigungsfonds für Umweltschäden“. Forschungsbericht 10106033. Berlin 1994, ISBN 3-503-03616-4.
- Familienrecht. Stuttgart 2002, ISBN 3-415-02883-6.